# Kalagré-Foulbé
Kalagré-Foulbé est une commune rurale située dans le département de Zimtenga de la province de Bam dans la région Centre-Nord au Burkina Faso. En 2005, la ville comptait 121 habitants.